# David Harum (film, 1915)
Pour les articles homonymes, voir David Harum.
Pour plus de détails, voir Fiche technique et Distribution.
David Harum est un film muet américain réalisé par Allan Dwan et sorti en 1915.

## Fiche technique
- Titre : David Harum
- Réalisation : Allan Dwan
- Scénario : Allan Dwan, d'après une nouvelle et une pièce d'Edward Noyes Wescott
- Chef opérateur : Harold Rosson
- Assistant opérateur : H. Lyman Broening
- Genre : Comédie
- Production : Famous Players Film Company
- Distribution : Paramount Pictures
- Date de sortie : 
  - États-Unis : 22 février 1915

## Distribution
- William H. Crane : David Harum
- Harold Lockwood : John Lenox
- May Allison : Mary Blake
- Kate Meeks : Tante Polly, la sœur de David
- Hal Clarendon : Chet Timson
- Guy Nichols : Deacon Perkins

## Autour du film
- Ce film fit l'objet d'un remake dirigé par James Cruze en 1934, avec Will Rogers.